# InterLiga
L'InterLiga è una competizione calcistica messicana, organizzata dalla federazione calcistica nazionale per determinare le squadre qualificate alla Copa Libertadores.
Prima della Coppa Libertadores 2004, i club messicani dovevano competere prima l'uno contro l'altro e successivamente contro squadre venezuelane per accedere alla competizione; nel 2004 sia al Messico che al Venezuela furono garantiti dei posti in Libertadores. La Federación Mexicana de Fútbol Asociación decise di creare un torneo per decidere chi avrebbe guadagnato i due posti garantiti dalla CONMEBOL.

## Edizioni
| Anno | Città ospitante | Campione      | Finalista         |
| ---- | --------------- | ------------- | ----------------- |
| 2004 | Carson          | Santos Laguna | América           |
| 2005 | Houston         | UANL          | Guadalajara       |
| 2006 | Carson          | UANL          | Guadalajara       |
| 2007 | Carson          | Necaxa        | América           |
| 2008 | Carson          | América       | Atlas             |
| 2009 | Carson          | Guadalajara   | Pachuca           |
| 2010 | Carson          | Monterrey     | Estudiantes Tecos |

Nota: Dal 2005 è stato aggiunto un terzo posto in Libertadores per le squadre messicane: il vincitore dell'InterLiga si aggiudica l'accesso direttamente alla fase a gironi.

## Club per numero di partecipazioni
- Tigres de la U.A.N.L.: 6 (2004, 2005, 2006, 2007, 2009, 2010)
- América: 6 (2004, 2005, 2007, 2008, 2009, 2010)
- Morelia: 5 (2004, 2006, 2007, 2008 ,2009)
- Guadalajara: 4 (2004, 2005, 2006, 2009)
- Monterrey: 4 (2006, 2007, 2008, 2010)
- Cruz Azul: 3 (2006, 2007, 2008)
- Necaxa:3 (2005, 2006, 2007)
- Toluca: 3 (2004, 2005, 2009)
- Atlas: 3 (2004, 2008, 2009)
- Santos Laguna: 3 (2004,2005, 2010)
- Atlante: 3 (2004, 2005, 2010)
- Jaguares: 3 (2005, 2007, 2010)
- Tecos UAG: 3 (2007, 2009, 2010)
- Pachuca: 2 (2006, 2009)
- Veracruz: 1 (2006)
- UNAM: 1 (2007)
- Puebla: 1 (2010)

Nota: in grassetto le edizioni vinte.

## Cannonieri
| Nome                 | Squadra/e         | Nazione              | Gol |
| -------------------- | ----------------- | -------------------- | --- |
| Reinaldo Navia       | América-Monterrey | Cile (bandiera)      | 9   |
| Salvador Cabañas     | América-Chiapas   | Paraguay (bandiera)  | 9   |
| Bruno Marioni        | Atlas             | Argentina (bandiera) | 7   |
| Cuauhtémoc Blanco    | América           | Messico (bandiera)   | 6   |
| Aldo de Nigris       | UANL              | Messico (bandiera)   | 6   |
| Omar Bravo           | Guadalajara       | Messico (bandiera)   | 5   |
| Walter Gaitán        | UANL              | Argentina (bandiera) | 5   |
| Kléber Boas          | América-Necaxa    | Brasile (bandiera)   | 5   |
| Adolfo Bautista      | Guadalajara       | Messico (bandiera)   | 4   |
| Carlos María Morales | Atlas             | Messico (bandiera)   | 4   |
| Jared Borgetti       | Santos            | Messico (bandiera)   | 4   |
| Manuel Pérez         | Atlas             | Messico (bandiera)   | 4   |
| Carlos Augusto Ochoa | Guadalajara       | Messico (bandiera)   | 4   |